# Bocanda (underprefektur)
Bocanda är en underprefektur i Elfenbenskusten. Den ligger i departementet med samma namn, i den centrala delen av landet, 110 km öster om huvudstaden Yamoussoukro.